# آمانویلرس
آمانویلرس (به فرانسوی: Amanvillers) یک کمون در فرانسه است که در Canton of Marange-Silvange واقع شده‌است.

## خصوصیات
آمانویلرس ۹٫۷۶ کیلومترمربع مساحت و ۲٬۱۴۶ نفر جمعیت دارد و ۳۲۵ متر بالاتر از سطح دریا واقع شده‌است.